# Саксонский сад в Варшаве
Саксонский сад (пол. Ogród Saski) — городской парк, который основал в начале XVIII века король Август Сильный с западной стороны Саксонского дворца в Варшаве, столице Польши.
Расположен между площадью Маршала Пилсудского, площадью Железных Ворот, улицами Маршалковской и Крулевской, на Саксонской оси.
Первоначально — регулярный (французский) сад, созданный в 1724—1748 годах для короля Августа II Сильного по проекту Маттеуса Даниэля Пёппельмана и Захариаса Лонгелюна в сотрудничестве (с 1733 года) с Карлом Фридрихом Пёппельманом и Иоганном Кристофом фон Науманом как сад Саксонского дворца.
В 1794 году сад был разрушен в ходе восстания Костюшко и в 1816—1827 годах преобразован в английский пейзажный сад по проекту Джеймса Сэвиджа.
Это первый общественный городской парк в Варшаве и в Польше: с мая 1727 года в него был открыт доступ всем жителям Варшавы. Сад быстро завоевал большую популярность, став любимым местом отдыха и развлечений жителей города. Его мог посещать любой, кто был правильно одет.
Частично разрушенный во время Варшавского восстания (1944), он был реконструирован после войны.